# Вепсский народный хор
Ве́псский наро́дный хор — музыкальный хоровой коллектив в Республике Карелия, исполняющий вепсские народные песни.
В репертуаре коллектива образцы традиционного народного творчества вепсов, а также современные песни и танцы, созданные на основе традиционных народных моделей.

## История
Основан в 1936 году в старинном вепсском селе Шёлтозеро заслуженным деятелем искусств РСФСР В. И. Кононовым.
Руководители хора
- А. Е. Фабрикова (1945—1946)
- А. Е. Никонов (1946—1975)
- Г. В. Туровский (1975—1982)
- С. Н. Легков (1975—1978)
- с 1982 года — Заслуженный работник культуры РФ и Республики Карелия — Мелентьева Людмила Львовна

В 1969 году «Мелодией» была выпущена первая пластинка с песнями хора.
В 1970 году хору присвоено звание народного.
В 1977 году была выпущена вторая пластинка «Песни Вепсского народного хора».
С 1981 года при хоре была создана детская студия, которой в 1985 году было присвоено звание народной.
Коллектив является лауреатом фестивалей и конкурсов фольклора финно-угорских народов в Норвегии, Швеции, Финляндии, Польше, Эстонии, в республиках Коми, Марий Эл.